# 東石川
東石川（ひがしいしかわ）は、茨城県ひたちなか市の大字。郵便番号は 312-0052。

## 概要
常陸国那珂郡のうち。1595年（文禄4年）のころは石川村と称した。
中丸川の左岸・川上流域に位置し、外野開拓古墳群など縄文時代～奈良・平安期の遺跡がある。
1843年（天保14年）大島村、外野村、外石川村が合併して東石川村と改称された。水戸藩領。村高は、「旧高簿」695石余。天保14年の合併の際、新村名を不満（新村名は外石川村の外を東にかえたにすぎないと不満をいだいて）とする外野村の百姓が連名で郡奉行に村名の再考を願う訴状を提出している（鴨志田美農家文書）。訴状に対する郡奉行所側の対応は不明だが、結果的には認められなかった。1871年（明治4年）茨城県、1878年（明治11年）に那珂郡に所属。1889年（明治22年）4月1日 - 町村制施行により、柳沢村・部田野村・中根村・東石川村が合併し那珂郡中野村が発足。中野村の大字となる。
1940年（昭和15年）4月29日に勝田村・川田村と合併し勝田町となる。1954年（昭和29年）11月1日 - 佐野村を編入し市制施行、勝田市となる。1994年（平成6年）11月1日 - 那珂湊市と合併しひたちなか市となる。
嘉元大田文によれば武田郷・馬渡郷、石河郷（現在の東石川の一部）の諸郷は吉田郡（のちに那珂郡吉田郷となった）であった。石河三町（＝9,000坪）とある。
那珂川北岸の郷村名を見ると、行方郡の郷村名と同じものが多い。たとえば、石川、中根、馬渡は、1343年（康永二年）書写の「鹿島神宮領田数注文案」（鹿島神宮文書、『茨城県史料＝中世編Ⅰ』158ページ）に、行方郡「中根十六丁六十歩」、「馬渡六丁六反六十歩」、「石川三丁」とまったく同じ地名がみられる。
このことは、平安時代末期から鎌倉時代初期のころ行方郡と吉田郡との間に、なんらかの関係があったことを示している。
那珂川北岸の経営にあたったのは、平清幹（吉田清幹）(大掾氏一門)の流れをくむ、吉田広幹の息子たちであった。ところで、行方郡の経営に従事したのも平清幹（吉田清幹）の次男の忠幹（行方平四郎）の流れをくむ、行方四頭（小高氏・島崎氏(嶋崎氏)・麻生氏・玉造氏）といわれた行方景幹の息子たちなのである。したがって、行方四頭と吉田氏一族とは密接に結びついていたのである。吉田広幹とその息子たちは、那珂川北岸の経営にさいして行方景幹や、その息子たちの指導、援助を受けた事実があったのではないだろうか。その結果、吉田郡の郷村に石川、中根、馬渡、金上、石神などの行方郡内の郷村とまったく同じ地名が、つけられたものと思われる。

## 世帯数と人口
2024年（令和6年）6月30日現在の世帯数と人口は以下の通りである。
| 大字   | 世帯数    | 人口    |
| ------ | --------- | ------- |
| 東石川 | 4,206世帯 | 9,262人 |

## 交通

### 鉄道
当地内に鉄道は通っていない。
なお、勝田駅はひたちなか市勝田中央1-1にある。

### バス
- 茨城交通勝田営業所

### 道路
- 昭和通り

## 市の施設
- ひたちなか市役所

## 学校
- ひたちなか市立東石川小学校

## 寺社
- 吉田神社（東石川2-5）
- 土神社（東石川3-2-3）